# Janusz Turowski (profesor)
Janusz Turowski (ur. 30 października 1927 w Kowlu, zm. 18 listopada 2020 w Łodzi) – polski inżynier, specjalista w zakresie elektrodynamiki technicznej, maszyn elektrycznych i mechatroniki, profesor zwyczajny nauk technicznych, były wiceprezes Komitetu Elektrotechniki Polskiej Akademii Nauk.

## Życiorys
Janusz Turowski urodził się w roku 1927 w Kowlu (obecnie Ukraina). W latach 1940–1946 przebywał na zesłaniu na Syberii, deportowany przez władze ZSRR. W roku 1949 rozpoczął pracę w Politechnice Łódzkiej. Studia na Wydziale Elektrotechniki Politechniki Łódzkiej ukończył w 1951 roku. W 1958 roku obronił pracę doktorską, a w 1963 roku otrzymał tytuł naukowy docenta doktora habilitowanego. W 1971 roku uzyskał tytuł profesora nadzwyczajnego Politechniki Łódzkiej, a w 1978 roku tytuł profesora zwyczajnego nauk technicznych.
Janusz Turowski pracował, także na stanowisku profesora w Politechnice Lubelskiej (1974-1976), AGH (1980–1981), Uniwersytetu w Pawii (1986) i NATO Advanced Study Institute w Turcji (1994).
Jeden z najwybitniejszych przedstawicieli elektrotechniki w Polsce w okresie powojennym, autor ponad 310 prac wydanych w Polsce, USA, Wielkiej Brytanii, Niemczech, Japonii, Chinach, Indiach, Australii, Włoszech, Hiszpanii i innych krajach. Wychował liczną kadrę badaczy i uczonych. Od 2003 roku profesor emeritus.
Został członkiem komitetu naukowego I, II i III Konferencji Smoleńskiej (z lat 2012, 2013, 2014), dotyczących katastrofy samolotu Tu-154 w Smoleńsku z 10 kwietnia 2010.
Żona: Maria, profesor Uniwersytetu Łódzkiego. Synowie: Marek (dr inż.) i Grzegorz (dr med.).

## Główne publikacje książkowe
Janusz Turowski jest autorem 12 samodzielnie napisanych książek, w tym:
- Elektrodynamika techniczna (WNT 1968, 1993, Moskwa 1974, PWN Warszawa 2014, USA 2014)
- Elektromaszynowe elementy automatyki: mikromaszyny elektryczne (1971)
- Maszyny elektryczne prądu przemiennego (Wyd. Politechniki Łódzkiej 1973, 1983)
- Teoria maszyn elektrycznych. Przetworniki elektromechaniczne prądu przemiennego (1978)
- Obliczenia elektromagnetyczne elementów maszyn i urządzeń elektrycznych (WNT 1982; Moskwa 1986)
- Elektromaszynowe elementy automatyki (Wyd. Politechniki Łódzkiej 1989)
- Podstawy mechatroniki (Wyd. AHE Łódź 2008)
- współautor i redaktor: Analiza i synteza pól elektromagnetycznych (Wyd. Ossolineum PAN, 1990)
- Transformers – analysis, design and measurement (Wyd. CRC Press, Boca Raton, London, New York 2013)
- Engineering Electrodynamics (CRC Press, Boca Raton, London, New York 2014)
- Modern electrical drives (Kluwer Academic Publishers and NATO Scientific Affairs Division. Dordrecht /Boston /London. 2000)

## Odznaczenia i wyróżnienia
Otrzymał następujące odznaczenia państwowe:
- Krzyż Oficerski Orderu Odrodzenia Polski (1991)
- Krzyż Kawalerski Orderu Odrodzenia Polski (1973)

a także:
- Medal Komisji Edukacji Narodowej[2]
- Medal Medaglia Teresiana[2]
- Srebrny Medal Volty[2]
- Krzyż Zesłańców Sybiru (2009)

Doktor honoris causa Uniwersytetu w Pawii (1998). Członek rzeczywisty Międzynarodowej Akademii Nauk Elektrotechnicznych (1999) i członek Ukraińskiej Akademii Inżynieryjnej. Laureat wielu nagród i wyróżnień przyznawanych za działalność naukową.